# Вексфорд
Вексфорд (енгл. Wexford, ир. Loch Garman) је значајан град у Републици Ирској, у југоисточном делу државе. Град је седиште истоименог округа Вексфорд.

## Географија
Град Вексфорд се налази у крајње југоисточном делу ирског острва и Републике Ирске и припада покрајини Ленстер. Град је удаљен 140 km јужно од Даблина. 
Рељеф: Вексфорд је смештен у приобалном подручју југоисточне Ирске. Град се развио на ушћу реке Слејни. Надморска висина средишњег дела града је око 8 m. Подручје око града је равничарско до валовито.
Клима: Клима у Вексфорду је умерено континентална са изразитим утицајем Атлантика и Голфске струје. Стога град одликује блага и веома променљива клима.
Воде: Вексфорд се налази на реци Слејни, која дели град на јужни и северни део. Река се километар низводно улива естуарски у Вексфордски залив, део Ирског мора.

## Историја
Подручје Вексфорда било насељено већ у време праисторије. Први помени насеља везују се за 800. г., када се ту образује викиншко насеље. Дато подручје је освојено од стране енглеских Нормана 1169. г. Већ 1245. године на датом месту изграђен је замак под данашњим именом. Убрзо око замка образује омање насеље, које добија на значају током следећих векова.
Током 16. и 17. века Вексфорд је учествовао у бурним временима око борби за власт над Енглеском. Ово је оштетило градску привреду. Међутим, прави суноврат привреде града десио се средином 19. века у време ирске глади.
Вексфорд је од 1921. г. у саставу Републике Ирске. Опоравак града започео је тек последњих деценија, када је Вексфорд поново забележио нагли развој и раст.

## Становништво
Према последњим проценама из 2011. г. Вексфорд је имао 9,5 хиљада становника у граду и близу 19 хиљада у широј градској зони. Последњих година број становника у граду се нагло повећава.

## Привреда
Вексфорд је био традиционално лучко и трговачко средиште. Последњих деценија градска привреда се махом заснива на пословању, трговини и услугама. Такође, последњих година лучне делатности поново постају све важнија делатност у граду.

## Збирка слика
- Градска пешачка зона
- Саборна црква града Вексфорда
- Градски завод
- Улица средишње Вексфорда